# João Castel-Branco Goulão
João Augusto Castel-Branco Goulão (Cernache do Bonjardim, 6 de mayo de 1954), conocido como Joao Goulao, es un médico portugués y el coordinador nacional de la política sobre drogas de Portugal. Se le considera el arquitecto de la política sobre drogas de Portugal establecida en 2000 que se considera referente mundial de resultados positivos contra la drogadicción.
De 2009 a 2015, fue presidente del Observatorio Europeo de las Drogas y las Toxicomanías (EMCDDA) y ha sido un delegado en la Comisión de Estupefacientes de las Naciones Unidas. Es comandante de la Orden de la Orden del Infante Don Enrique ComIH desde que se le concediera en 2006.
Ofrece conferencias y ponencias por todo el mundo para explicar su concepción sobre los beneficios de la despenalización del consumo de drogas y de las políticas sobre drogas para reducir su consumo, transfiriendo su experiencia como buena práctica.

## Formación
Goulão es hijo de Maria de Lourdes Seabra Castel-Branco y João Augusto Sedge Goulão. Nació en Cernache Bonjardim, una freguesia portuguesa del concelho de Sertã, en el distrito de Castelo Branco.
Estudió en la Universidad de Lisboa de 1971 a 1978, graduándose en la Facultad de Medicina. Después de una pasantía y la residencia, se convirtió en médico general en 1983.

## Trayectoria profesional
A partir de 1987, comenzó a especializarse en el tratamiento de personas drogadictas. De 1988 a 1992, trabajó en el Centro Taipas en Lisboa, creado en 1987 por el Ministerio de Salud portugués "para el tratamiento, la recuperación y la reintegración social de los drogadictos".
En 1997, se convirtió en el director nacional de la red de centros de tratamiento de drogas en Portugal. En 1998, Goulão fue miembro del comité de once personas que formó el informe en el que se basaba la política actual de despenalización de drogas de Portugal.
"[El comité] indicó las instrucciones para avanzar con respecto a las políticas de prevención, tratamiento, reducción de daños y reinserción social. Una de nuestras premisas es que los toxicómanos están enfermos, no son delincuentes, y que necesitan ayuda", explicó.

## Trayectoria política
De 1997 a 2002, Goulão formó parte del comité científico del Observatorio Europeo de Drogas y Toxicomanías (OEDT, en inglés EMCDDA), una agencia de la Unión Europea. Desde 2005, ha sido el representante de Portugal en la agencia. Además ocupó dos veces el cargo de presidente de la junta del OEDT, de 2009 a 2011 y posteriormente de 2012 a 2015.
Desde 2005, Goulão ha sido director de la Dirección General de Intervención en Conductas y Dependencias Adictivas (Serviço de Intervenção nos Comportamentos Adictícios e nas Dependências) (SICAD), dentro del Ministerio de Salud de Portugal. También es presidente del Instituto de Drogas y Drogadicción de Portugal (Instituto da Droga e da Toxicodependência) (IDT).

## Reconocimientos
- Comandante de la Orden del Infante Don Enrique otorgada por el presidente portugués Jorge Sampaio, 2006
- Municipio de Faro, Medalla de Plata al Mérito, 2011[17]
- Alianza de Políticas sobre Drogas, Premio Norman E. Zinberg por Logros conseguidos en el Campo de la Medicina, 2013[18]